# Uloborus walckenaerius
Uloborus walckenaerius és una espècie d'aranya araneomorfa pertanyent a la família dels ulobòrids (Uloboridae). Fou descrit per primera vegada per Pierre André Latreille el 1806.
Són petites, el mascle no sobrepassa els 4 mm mentre que la femella aconsegueix els 7 mm. Viu en llocs secs i baixos. Es troba en la península Ibèrica i la resta del sud d'Europa. La seva característica més cridanera és que no posseeix glàndules verinoses. Per compensar aquesta manca teixeixen una tela molt poderosa i quan emboliquen a la seva presa ho fan durant molt temps.
El seu nom d'espècie està dedicat a Charles Athanase Walckenaer.

## Sinonímies
Segons el World Spider Catalog amb data de 23 de gener de 2019 hi ha les següents sinonímies:
- Dysdera fasciata Risso, 1826
- Veleda lineata Blackwall, 1859
- Veleda pallens Blackwall, 1862
- Uloborus pseudacanthus Franganillo, 1910

## Galeria
- U. walckenaerius, vista ventral
- U. walckenaerius teixint la teranyina